# 12 août 1953
Le mercredi 12 août 1953 est le 224e jour de l'année 1953.

## Naissances
- Carlos Mesa, homme politique bolivien
- Golab Adineh, actrice iranienne
- Rolland Courbis, footballeur, entraîneur et consultant français
- Selina Cadell, actrice britannique

## Décès
- Jacques Daems (né le 12 octobre 1877), homme politique belge
- Jeanne Delaunoy (née le 20 mai 1881), infirmière de guerre belge
- Lao Silesu (né le 5 juillet 1883), compositeur italien
- Noel Mason-Macfarlane (né le 23 octobre 1889), général de l'armée britannique
- Yevhen Paton (né le 5 mars 1870), Ingénieur ukrainien

## Événements
- Résolution no 99, du Conseil de sécurité des Nations unies, relative à la Cour internationale de justice.
- Un séisme en Céphalonie, au large de la Grèce, fait 476 victimes.
- L'URSS fait exploser sa première bombe H.